# Il borgomastro di Saardam
Versions successives
- Nouvelle version représentée à La Scala le 2 janvier 1828[3]

Il borgomastro di Saardam, Libretto Napoli 1827

Il borgomastro di Saardam est un dramma giocoso en deux actes de Gaetano Donizetti. La première eut lieu au Teatro Nuovo ou au Teatro del Fondo, à Naples, le 19 août 1827. La distribution comprenait la prima donna Caroline Unger, pour laquelle Donizetti avait composé le rôle de la protagoniste. Le livret de Domenico Gilardoni repose sur la comédie Le Bourgmestre de Saardam ou les Deux Pierre (1818) de Mélesville, de Jean-Toussaint Merle et d'Eugène Cantiran de Boirie. L'opéra connut un grand succès à Naples, mais fut un échec à Milan l'année suivante. Albert Lortzing s'inspira de la mëme histoire pour composer son opéra Zar und Zimmermann en 1837.

## Personnages et interprètes
| Rôle                                                             | Voix          | Distribution à la première du 19 août 1827 (chef d'orchestre : Nicola Festa), |
| ---------------------------------------------------------------- | ------------- | ----------------------------------------------------------------------------- |
| Pietro Mikailoff (le tsar Pierre le Grand)                       | baryton       | Celestino Salvatori                                                           |
| Pietro Flimann                                                   | ténor         | Berardo Calvari Winter                                                        |
| Timoteo Spaccafronna, le bourgmestre de Saardam                  | basse         | Casaccia                                                                      |
| Marietta, sa fille                                               | soprano       | Caroline Unger                                                                |
| Carlotta, jeune fille élevée chez le bourgmestre                 | mezzo-soprano | Almerinda Manzocchi                                                           |
| Filiberto (Leforte, général et confident du tsar)                | basse         | Giovanni Pace                                                                 |
| Un officier                                                      | basse         |                                                                               |
| Alì Mahmed                                                       | ténor léger   | Gaetano Chizzola                                                              |
| Gardes, soldats, Hollandais, chœur de charpentiers et de paysans |               |                                                                               |

## Argument
D'après le livret de 1833
Lieu : Sardaam, aux Pays-Bas
Époque : Fin du XVIIe siècle

## Acte I
Au chantier naval de Sardaam, aux Pays-Bas, Pierre le Grand, qui voyage incognito pour faire des expériences, se fait passer pour un menuisier appelé Pietro Mikailoff. Parmi les ouvriers, il y a aussi Pietro Flimann, déserteur russe amoureux de Marietta, dont le bourgmestre Vambett est tuteur. Arrive Leforte, général et confident du tsar qui voyage aussi incognito et qui annonce l'arrivée du bourgmestre. Flimann révèle à Mikailoff son état de déserteur et son amour pour la jeune fille qui apporte le repas à ce moment même avec les épouses des charpentiers. Marietta révèle à Flimann qu'elle l'aime. Arrive le bourgmestre à la recherche d'un étranger nommé Pietro, mais il décide de laisser aller les deux Russes ; arrive ensuite Carlotta, la fille de Vambett, avec un étranger appelé Alì, qui, en mission diplomatique, cherche aussi un homme appelé Pietro. Les deux Pietro (Mikailoff et Flimann) discutent d'amour dans une taverne quand le bourgmestre et Ali y entrent et finissent par croire que le tsar est Flimann.

## Acte II
Le présumé tsar, Flimann, révèle le malentendu à Marietta. Entre-temps, Leforte annonce à Mikailoff qu'il est urgent de rentrer en Russie à bord d'un navire qui sera bientôt en rade pour étouffer une révolte. Vambett, qui voudrait bien épouser sa pupille, Marietta, commence à la courtiser, mais elle se refuse à lui. Flimann est découragé quand, après être rentré avec Leforte, Mikailoff révèle sa véritable identité, à la stupéfaction générale ; Le tsar pardonne publiquement sa désertion à Flimann, le nomme amiral de sa flotte, titre utile pour épouser Marietta, et lui accorde la main de l'aimée. Tous, sauf Vambett, font la fête, tandis que Marietta chante son bonheur et sa reconnaissance.

## Structure musicale
- Sinfonia

### Acte I
- No 1  - Introduction et cavatine de Marietta Forza, o braccio, ai destri colpi - Lungi da te, mio ben - fuggìa la calma (Chœur, Flimann, le tsar, Leforte, Marietta)
- No 2  - Cavatine de Vambett Fate largo al Borgomastro
- No 3  - Trio Come ha fisso in me lo sguardo (Flimann, le tsar et Vambett)
- No 4  - Finale Versiamo il liquor - Dèi saper ch'io vado in traccia (Chœur, Vambett, le tsar, Flimann, Leforte, Marietta, Carlotta, l'officier)

### Acte II
- No 5  - Duo Tu mi deridi, oh sciocco? (le tsar et Vambett)
- No 6  - Duo Allor che tutto tace (Flimann et Marietta)
- No 7  - Air du tsar Va, e la nave, in un baleno (le tsar, chœur)
- No 8  - Finale Brilli pure in sì bel giorno (Marietta, Flimann, le tsar, Vambett, Leforte, Alì, Carlotta, chœur)

## Discographie
| Année | Distribution Marietta, le tsar Pietro, Pietro Flimann, Vambett (le bourgmestre) | Chef d'orchestre, orchestre et chœur                                                         | Étiquette |
| ----- | ------------------------------------------------------------------------------- | -------------------------------------------------------------------------------------------- | --- |
| 1973  | Ans Philippo, Pieter van den Berg, Philip Langridge, Renato Capecchi            | Jan Schaap, orchestre et chœur de l'opéra de Zaanstad (enregistrement sur le vif à Zaanstad) | LP: MRF (1984) Cat. : 190-S Unique Opera Records Corporation Cat : UORC 166 Raritas Cat : OPR 7 CD : Living Stage (2004) Cat : LS 1104 Myto Records (1999) Cat : 2MCD 991.202 Pantheon (1995) Cat : PHE 6630.31 Italian Opera Rarities (1994) Cat : LO 7721-2 |